# Ryo Fukui
Ryo Fukui (福居良, Fukui Ryo), né le 1er janvier 1948 à Biratori et mort le 15 mars 2016 à Sapporo, est un pianiste de jazz japonais. Il jouait régulièrement au Slowboat, club de jazz à Sapporo.

## Biographie
Il a appris le piano en autodidacte en 1970 à l'âge de 22 ans. Six ans plus tard sort son premier album, Scenery,. Son deuxième album, Mellow Dream, sort l'année d'après. Il améliore sa technique au cours des années suivantes en jouant en live, apparaissant souvent dans un trio et jouant au Shinjuku Fosse Inn, au Sometime de Kichijōji et au Jazz Inn Lovely à Nagoya. Son troisième album, My Favorite Tune, est publié en 1995, suivi par In New York, quatre ans plus tard, en trio avec le batteur Leroy Williams et le bassiste Lisle Arthur Atkinson. A Letter from Slowboat est un album live sorti en 2015 lors de son passage au Slowboat.
Fukui a reçu le prix d'encouragement à la culture de Sapporo en 2012.
Fukui est décédé d'un lymphome le 15 mars 2016.

## Redécouverte
À la fin des années 2010, l'œuvre de Ryo Fukui est redécouverte, en particulier son album Scenery,. Sa musique a été rééditée, a connu du succès sur les plates-formes de streaming et les collectionneurs ont commencé à rechercher les éditions originales en vinyle de ses albums.

## Discographie

### Albums
- 1976 : Scenery
- 1977 : Mellow Dream
- 1995 : My Favorite Tune
- 1999 : In New York
- 2015 : A Letter from Slowboat

## Distinctions
Ryo Fukui a reçu le prix d'encouragement culturel de la ville de Sapporo en 2012.